# Kovtrup
Kovtrup er et ejerlav beliggende syd for Nørre Snede i Hedensted Kommune. Det ligger på grænsen mellem Region Midtjylland og Region Syddanmark. Skjern Å og Gudenåens udspring er beliggende umiddelbart syd for Kovtrup. Ejerlavet er et af Hedensted Kommunes kulturmiljøer.